# Evergestis nicolasi
Evergestis nicolasi is een vlinder uit de familie van de grasmotten (Crambidae), uit de onderfamilie van de Glaphyriinae. De wetenschappelijke naam van deze soort is voor het eerst gepubliceerd in 2015 door F. J. Morente, F. J. Gastón en J. Ylla.
De soort komt voor in Spanje.